# Trận Seven Pines
Trận Seven Pines, còn gọi là Trận Fair Oaks hay Đồn Fair Oaks, là một trận đánh lớn trong Nội chiến Hoa Kỳ, diễn ra trong hai ngày 31 tháng 5 - 1 tháng 6 năm 1862 tại quận Henrico, Virginia, là đỉnh cao của chiến dịch Bán đảo - cuộc tấn công lên bán đảo Virginia của thiếu tướng miền Bắc George B. McClellan - khi Binh đoàn Potomac do ông chỉ huy đã tấn công vào gần sát thủ phủ Richmond của Liên minh miền Nam.
Ngày 31 tháng 5, tướng miền Nam Joseph E. Johnston đã cố gắng đánh tan 2 quân đoàn miền Bắc lúc đó đang đóng cô lập ở phía nam sông Chickahominy. Mặc dù không được tổ chức tốt nhưng cuộc tấn công này cũng đẩy lui và gây được thiệt hại nặng nề quân đoàn IV của miền Bắc. Sau đó hai bên đều có thêm viện binh và cùng tăng cường ngày càng nhiều lực lượng ném vào trận chiến. Nhờ có sự hỗ trợ của quân đoàn III và sư đoàn của John Sedgwick thuộc quân đoàn II do thiếu tướng Edwin V. Sumner chỉ huy (đã vượt sông tại cầu Grapevine) mà các vị trí của quân miền Bắc cuối cùng đã ổn định trở lại. Tướng Johnston bị bắn trọng thương, phải tạm trao quyền chỉ huy cho thiếu tướng G.W. Smith. Ngày 1 tháng 6, quân miền Nam lại mở các đợt tấn công mới, nhưng lúc này miền Bắc đã có thêm tăng viện, nên không thu được mấy thành công. Cả hai bên đều tuyên bố thắng trận.
Dù bất phân thắng bại về mặt chiến thuật, nhưng Seven Pines là trận lớn nhất từ khi cuộc chiến bắt đầu tại Mặt trận miền Đông (chỉ đứng thứ hai sau trận Shiloh về số lượng thương vong cho đến thời điểm đó: tổng cộng 11.000 người). Trận đánh này đánh dấu mốc kết thúc cuộc tấn công của quân miền Bắc, đưa đến Chiến cuộc Bảy ngày và cuộc rút lui sau đó của binh đoàn Potomac vào cuối tháng 6.